# 宋璇涛
宋璇涛（1960年3月—），男，河南滑县人，中华人民共和国政治人物。郑州大学哲学系干部专修科毕业，华中科技大学管理学院管理学与工程专业在职研究生学历，管理学博士。

## 生平
1977年9月参加工作，1983年加入中国共产党。历任共青团濮阳市委书记、河南省委组织部部长、副书记、书记，中共驻马店市委副书记、市长、市委书记，河南省人民政府副省长等职。
2010年9月，任中共贵州省委常委、省纪委书记。
2017年4月，任全国供销合作总社监事会主任。2018年1月，当选第十三届全国政协委员。

## 家庭
父亲为宋国臣。